# Newark Castle (Newark-on-Trent)

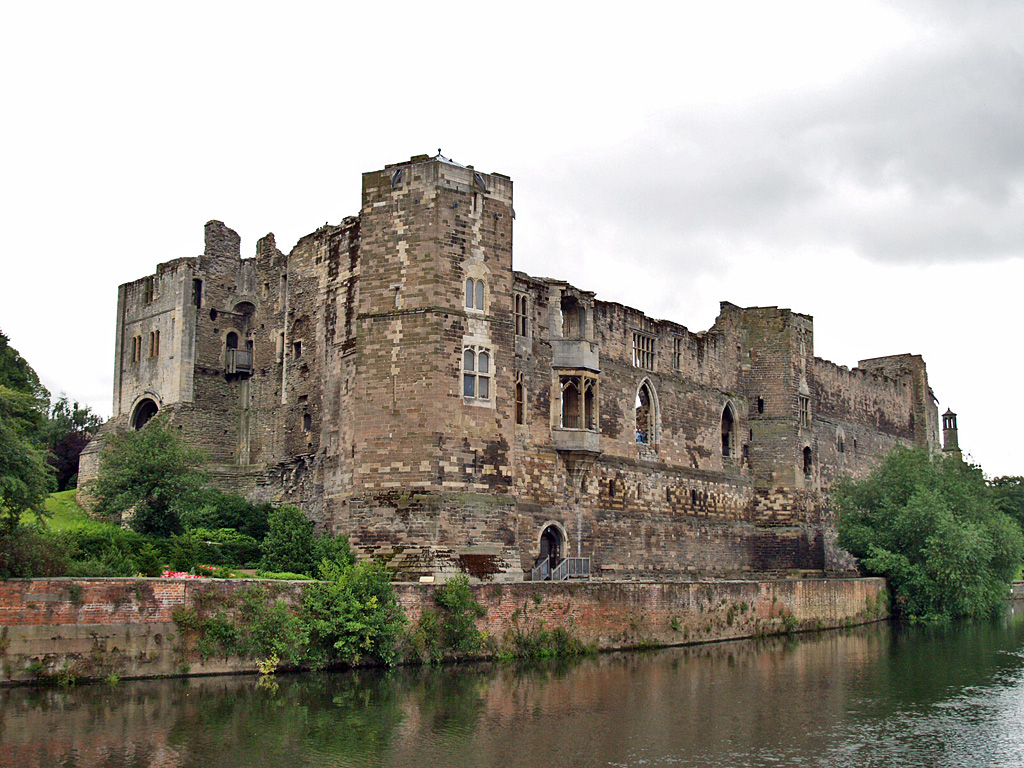
Newark Castle (2008)

Newark Castle ist eine Burg in Newark-on-Trent in der englischen Grafschaft Nottinghamshire, die Alexander, der Bischof von Lincoln, Mitte des 12. Jahrhunderts errichten ließ. Ursprünglich handelte es sich dabei um eine hölzerne Burg, Ende des 12. Jahrhunderts wurde sie in Stein neu errichtet. Im 17. Jahrhundert, nach dem englischen Bürgerkrieg, wurde Newark Castle geschleift, im 19. Jahrhundert wieder aufgebaut, zunächst in den 1840er-Jahren von Anthony Salvin von der Gebietskörperschaft Newark, die das Anwesen 1889 kauften. Das Gilstrap Heritage Centre ist ein Museum auf dem Burggelände, in dem die Geschichte der Stadt Newark dargestellt ist. Der Eintritt ist frei.

## Geschichte
In einer Charta, vermutlich von 1135, gestattete König Heinrich I. dem Bischof von Lincoln, eine Burg bauen zu lassen. In der Charta steht:

Henry, King of England to all the Barons and to the Sheriffs and to his ministers and faithful men of Nottinghamshire, Greeting. Know ye, that I have granted to Alexander, Bishop of Lincoln, that he may make a ditch and rampart of his fishpond of Niwerc upon the Fosseway and he may divert the Fosseway through the same town as he shall wish. (dt.: Heinrich, König von England, grüßt alle Barone, Sheriffs, seine Minister und alle treuen Männer von Nottinghamshire. Wisset, dass ich Alexander, dem Bischof von Lincoln, gestattet habe, einen Graben und einen Wall um seinen Fischteich von Niwerc auf dem Grabenweg zu ziehen, und dass er diesen Grabenweg durch diesselbe Stadt umleiten darf, wie es ihm beliebt.)

Alexander richtete auch eine Münze auf der Burg ein. Diese frühe Burg war vermutlich in Holz errichtet und wurde Ende desselben Jahrhunderts in Stein neu erbaut. König Johann Ohneland starb nach einem Fest auf dieser Burg in der Nacht des 18. Oktobers 1216 an der Ruhr.

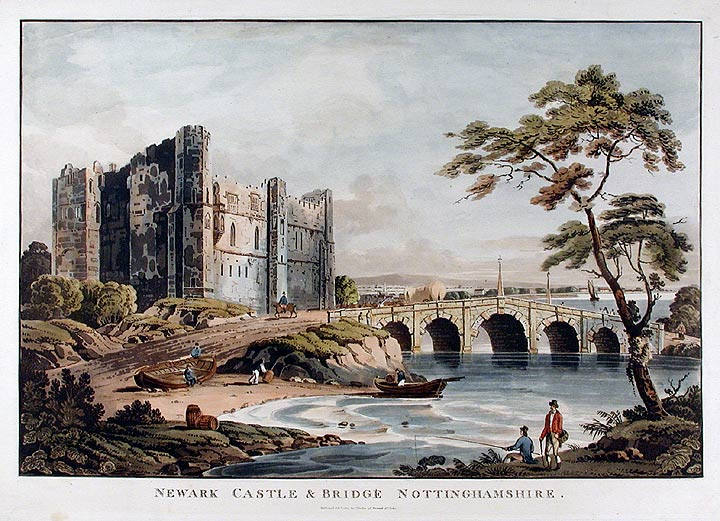
Burg und Brücke etwa 1812, vor der teilweisen Restaurierung

Die Burg wurde 1648 mittels Sprengung mit Schießpulver geschleift und dem Verfall preisgegeben. In den Jahren 1845–1848 restaurierte sie der Architekt Anthony Salvin und 1889 kaufte die Gebietskörperschaft von Newark das Gebäude und ließ weitere Restaurierungsarbeiten durchführen.
Die Burg ist ein Scheduled Monument, ein „national wichtiges“ historisches Gebäude und ein Bodendenkmal, das nur mit ausdrücklicher Genehmigung verändert werden darf. Sie ist auch als historisches Gebäude I. Grades gelistet (seit 1950) und als international wichtiges Denkmal angesehen. Das Gilstrap Heritage Centre befindet sich auf dem Gelände der Burg. Dort finden sich Ausstellungen über die Burg und die Geschichte der Stadt im englischen Bürgerkrieg. Der Eintritt in die Gärten ist frei. Führungen werden von den Rangern der Burg angeboten und sind über T.I.C. oder im Büro der Ranger zu buchen.

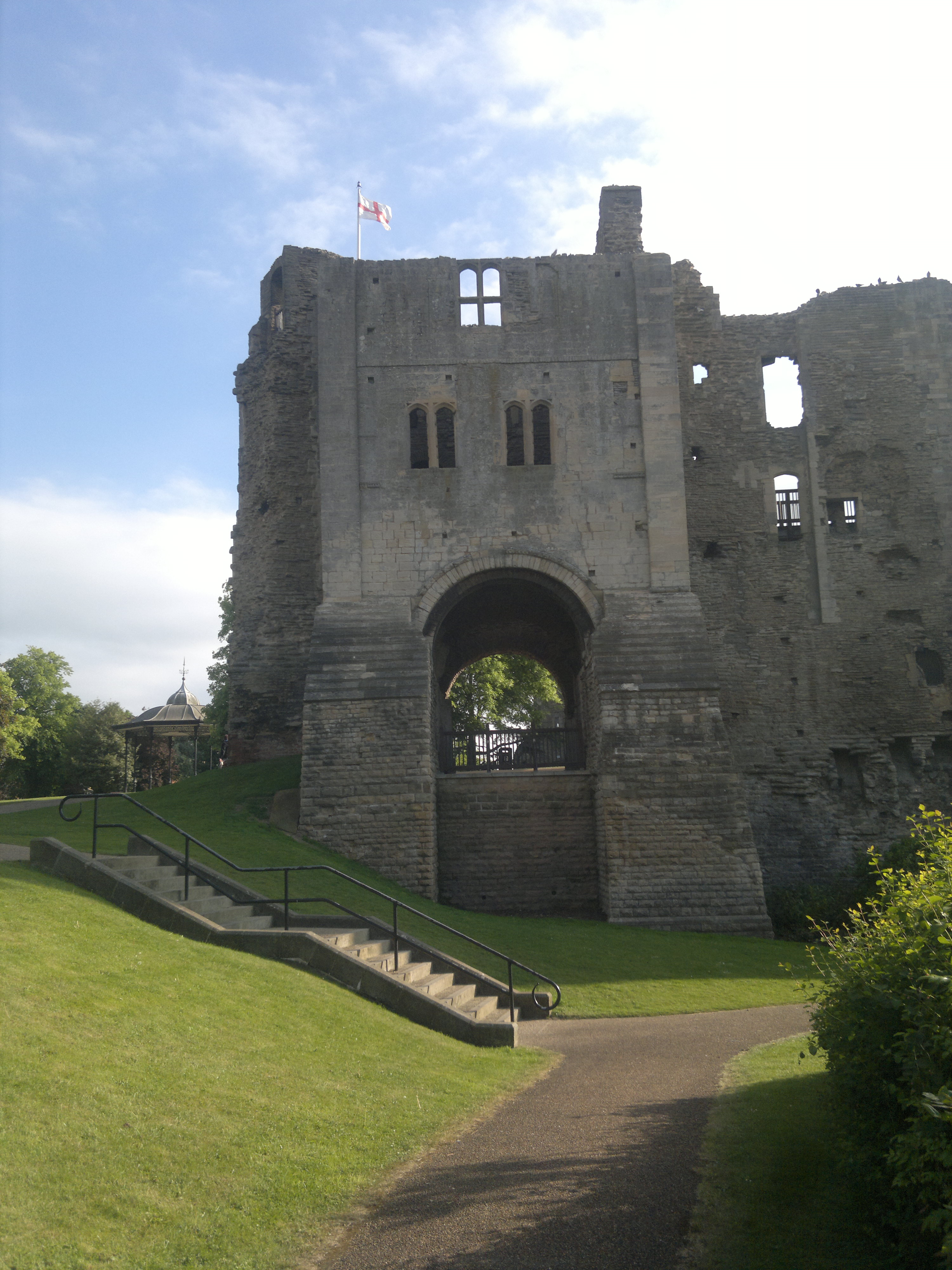
Das Torhaus aus dem 12. Jahrhundert von Süden
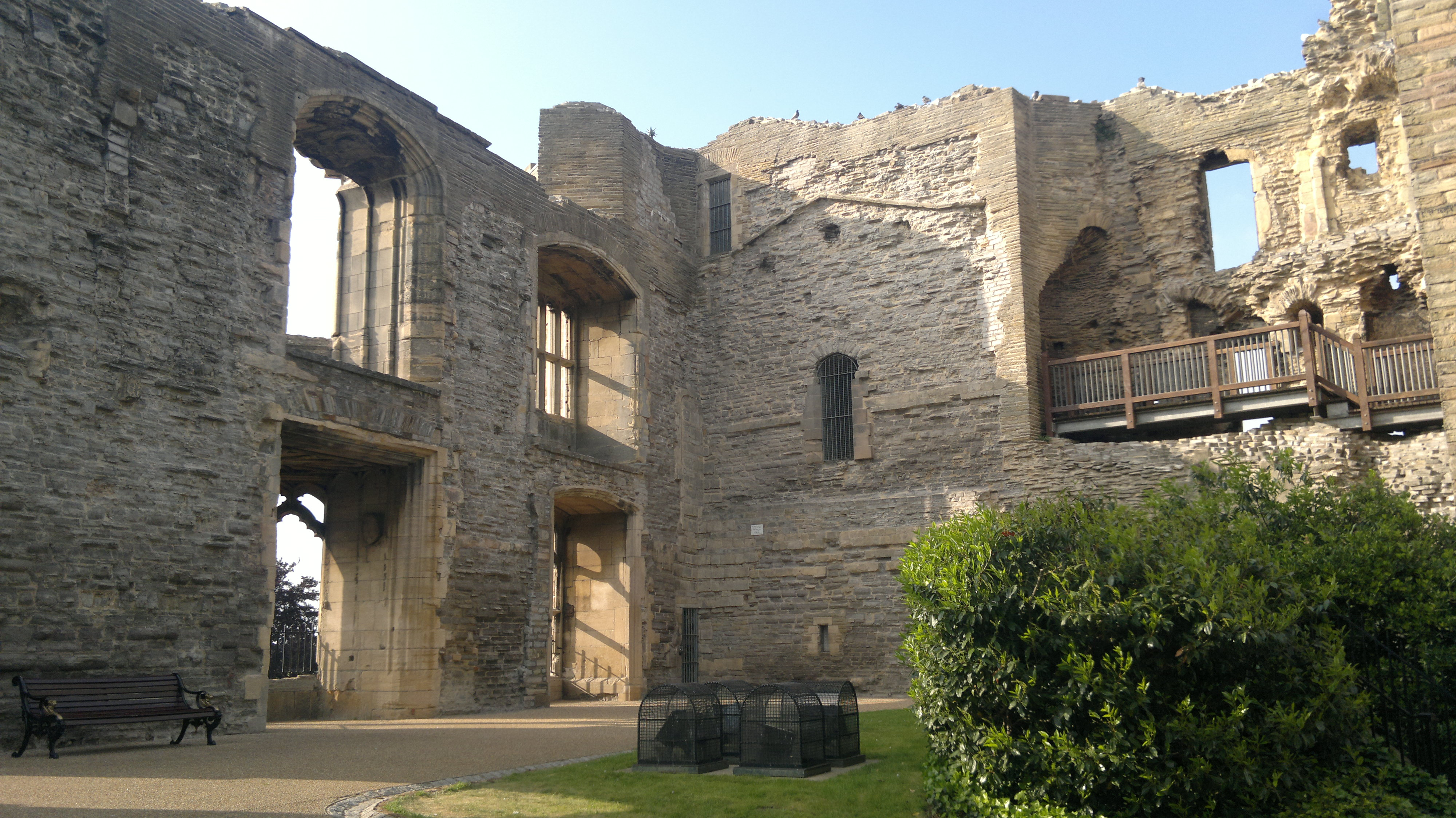
Nordwestecke des Burghofes mit dem Büro der Ranger
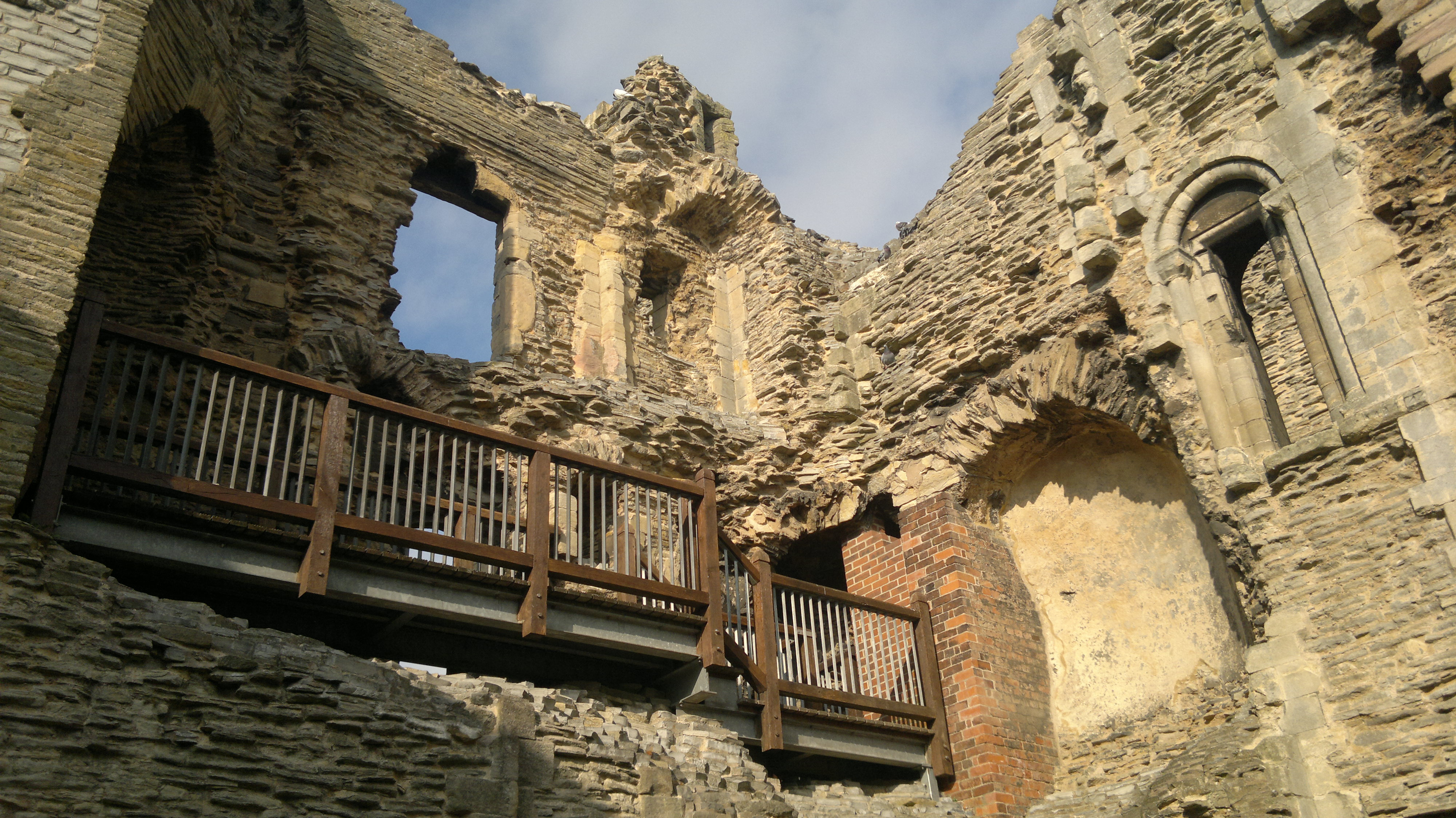
Torhaus, Renovierungsarbeiten sind durch die Ziegelbauweise erkennbar
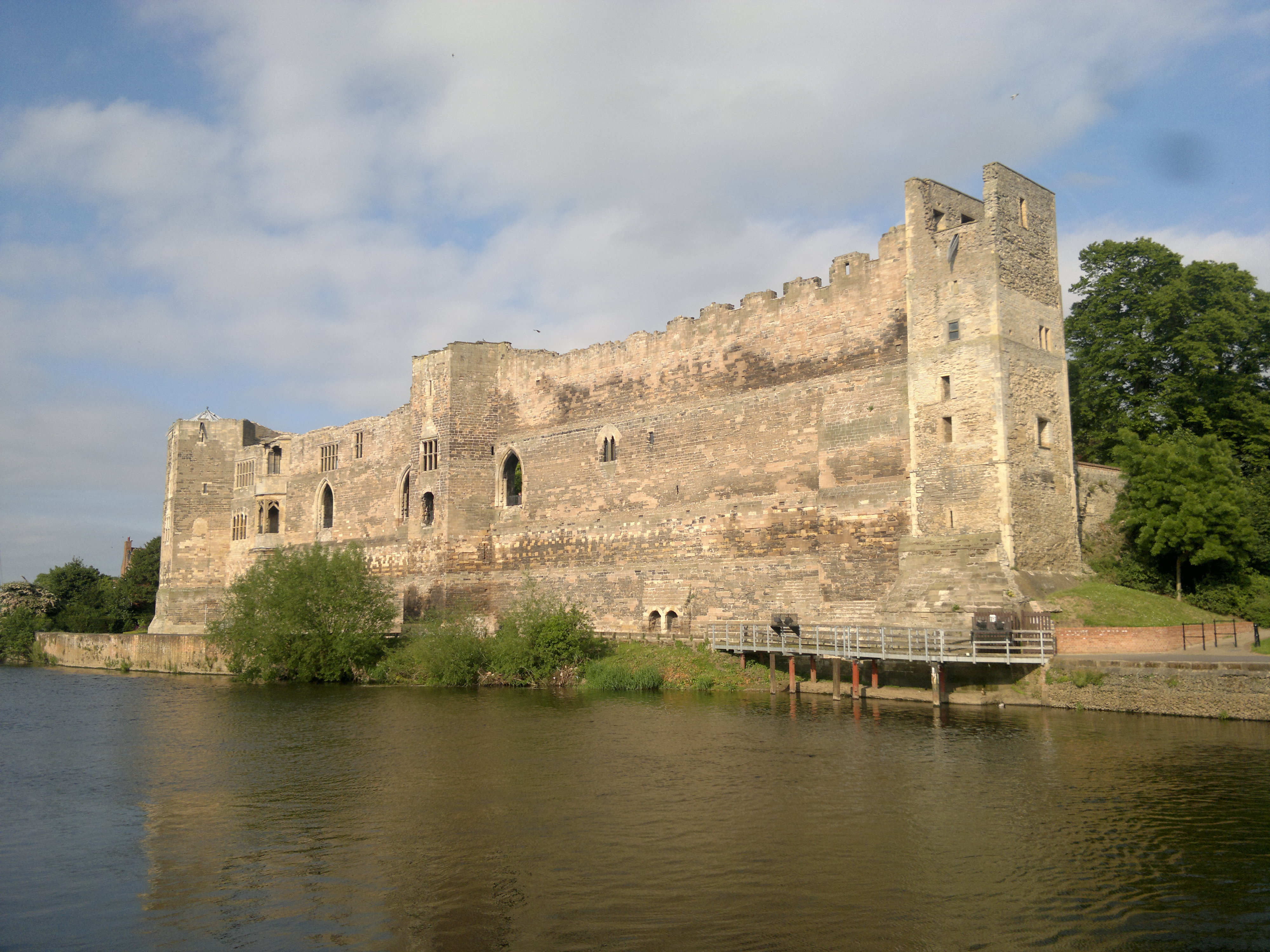
Die Burg von Westen gesehen